# Trachelas depressus
Trachelas depressus är en spindelart som beskrevs av Norman I. Platnick och Mohammad U. Shadab 1974. Trachelas depressus ingår i släktet Trachelas och familjen flinkspindlar. Inga underarter finns listade i Catalogue of Life.